# جندع
جندع هي مدينة، في إرتريا، تقع في Ghinda subregion ‏، بلغ عدد سكانها 11,560 نسمة.

## المناخ
يظهر الجدول التالي التغييرات المناخية على مدار السنة لجندع:
| البيانات المناخية لـجندع          | البيانات المناخية لـجندع | البيانات المناخية لـجندع | البيانات المناخية لـجندع | البيانات المناخية لـجندع | البيانات المناخية لـجندع | البيانات المناخية لـجندع | البيانات المناخية لـجندع | البيانات المناخية لـجندع | البيانات المناخية لـجندع | البيانات المناخية لـجندع | البيانات المناخية لـجندع | البيانات المناخية لـجندع | البيانات المناخية لـجندع |
| الشهر                             | يناير                    | فبراير                   | مارس                     | أبريل                    | مايو                     | يونيو                    | يوليو                    | أغسطس                    | سبتمبر                   | أكتوبر                   | نوفمبر                   | ديسمبر                   | المعدل السنوي            |
| --------------------------------- | ------------------------ | ------------------------ | ------------------------ | ------------------------ | ------------------------ | ------------------------ | ------------------------ | ------------------------ | ------------------------ | ------------------------ | ------------------------ | ------------------------ | ------------------------ |
| متوسط درجة الحرارة الكبرى °م (°ف) | 28.6 (83.5)              | 29.4 (84.9)              | 31.0 (87.8)              | 32.3 (90.1)              | 33.6 (92.5)              | 34.5 (94.1)              | 31.7 (89.1)              | 31.1 (88.0)              | 32.5 (90.5)              | 31.3 (88.3)              | 29.5 (85.1)              | 28.4 (83.1)              | 31.2 (88.1)              |
| متوسط درجة الحرارة الصغرى °م (°ف) | 14.5 (58.1)              | 15.1 (59.2)              | 16.3 (61.3)              | 17.7 (63.9)              | 19.0 (66.2)              | 20.1 (68.2)              | 19.7 (67.5)              | 20.6 (69.1)              | 19.2 (66.6)              | 17.1 (62.8)              | 15.2 (59.4)              | 14.8 (58.6)              | 17.4 (63.4)              |
| الهطول مم (إنش)                   | 99 (3.9)                 | 113 (4.4)                | 72 (2.8)                 | 48 (1.9)                 | 26 (1.0)                 | 10 (0.4)                 | 71 (2.8)                 | 58 (2.3)                 | 23 (0.9)                 | 46 (1.8)                 | 52 (2.0)                 | 94 (3.7)                 | 712 (27.9)               |
| المصدر: Climate Data              |                          |                          |                          |                          |                          |                          |                          |                          |                          |                          |                          |                          |                          |